# Sascha Rhyner
Sascha Rhyner (* 5. října 1973) je švýcarský florbalový trenér. V letech 2018 až 2022 byl hlavním trenérem české ženské florbalové reprezentace.

## Kariéra
Trénování se věnuje od roku 2002. Ve Švýcarsku trénoval mužské týmy Grasshopper Zürich a Rychenberg Winterthur a ženský tým Kloten-Dietlikon Jets.
Na národní úrovni nejprve vedl švýcarské juniorky na mistrovstvích v letech 2014 a 2016. Na druhém z nich získaly bronz.
Na mistrovství světa žen v roce 2017 byl asistentem trenéra Miroslava Janovského u české reprezentace. V roce 2018 se stal jejím hlavním trenérem. V této roli vedl český tým na mistrovstvích v letech 2019 a 2021. Na všech třech Česko skončilo na čtvrtém místě. V roce 2022 ho ve vedení reprezentace nahradil Lukáš Procházka.
Souběžně s působením u českého výběru byl asistentem trenéra mužského týmu Zug United. Po ukončení českého angažmá se v Zugu stal dočasně trenérem ženského týmu, než z klubu na konci roku 2022 odešel.